# 偏向教育
偏向教育（へんこうきょういく）とは、学校などで、特定の歴史観・世界観を宣伝するとされる教育を指す用語。以下、主に日本国内に限定して解説する。

## 概要
教育基本法第14条には、「良識ある公民として必要な政治的教養は、教育上尊重されなければならない。」とされ、政治的教養の教育が推奨されているが、同条の第2項には、「法律に定める学校は、特定の政党を支持し、又はこれに反対するための政治教育その他政治的活動をしてはならない。」と規定され、
教育の際には政治的中立を保つよう求められている。
しかし実際の教育現場では、知識偏重の教育ばかりで政治的教養の教育はほとんど行われてないといわれ、政治的な教育に関しては、教師の個人的な思想を押し付けるような教育が行われているのではないか、という指摘がある。また、第二次世界大戦以前の日本を過小評価し貶めるような（自虐史観）教育が行われているのではないかという指摘もある。そのような教育を指して「偏向教育」と呼ばれることがある。
偏向教育であることが問題視され、実際に教師が処分された例として、以下のような物がある。
- 1952年4月、北海道の中学校が政令325号（占領目的阻害行為処罰令）違反容疑で捜索され、日本共産党の発行物等の文書類が押収された。これを受け、地域住民などが同中学校の偏向教育を取りざたし、8月には北海道教育委員会は関係教員を処分した[4]。
- 1953年12月、京都市の中学校が偏向教育を行っているとしてビラが配布されるなどの問題が起こり、1954年3月、京都市教育委員会は同中学校の3人の教師に対して転勤を勧告し、4月には異動を発令した。しかし、教師がこれに従わなかったため、市教委は彼らを懲戒免職とした[4]。
- 1969年11月、福岡県の高等学校において、一部教師が学習指導要領に定められた教育をしていない、との匿名の投書などが県教育庁にあり、また1970年3月に、福岡県議会において、偏向教育が行われているとの指摘が出され、県教育庁が調査を行った結果、3人の教師が地方公務員法第二十九条一項違反（職務義務違反）として懲戒免職処分となった。同年12月、免職となった教師らは処分の取り消しを求めて福岡地方裁判所に訴訟を起こした[5]が敗訴、後に最高裁判所において、処分は妥当であるとの判決が出され、処分が確定した。

## 日本以外
日本以外の国において行われている教育でも、「偏向教育である」と批判される物がある。
- 韓国国内における北朝鮮寄りの教育への保守派による批判[6]

また、日本の領土教育が、外国在住者から偏向であると批判された例がある。